# Gymnoloma suturalis
Gymnoloma suturalis är en skalbaggsart som beskrevs av Hermann Burmeister 1844. Gymnoloma suturalis ingår i släktet Gymnoloma och familjen Melolonthidae. Inga underarter finns listade i Catalogue of Life.